# Live in Miami: Welcome to the Aftermath
Live in Miami: Welcome to the Aftermath è il decimo album live degli Hillsong United. L'album cattura l'esperienza di un'arena composta da migliaia di persone che adorano Gesù; è, infatti, accompagnato da un DVD che raccoglie i momenti salienti del concerto.

## Tracce[2][3]
Disco A
1. Go (Matt Crocker) - 4:08
2. Break Free (Joel Houston, Matt Crocker & Scott Ligertwood) - 4:07
3. You (Joel Houston) - 4:49
4. Search My Heart (Joel Houston & Matt Crocker) - 7:03
5. Mighty to Save (Reuben Morgan & Ben Fielding) - 5:12
6. Hosanna (Brooke Fraser) - 6:20
7. All I Need Is You (Marty Sampson) - 5:56
8. Bones (Jill McCloghry & Joel Houston) - 4:07
9. Nova (Joel Houston, Matt Crocker & Michael Guy Chislett) - 6:02
10. Aftermath (Joel Houston) - 8:06

Disco B
1. Freedom Is Here / Shout Unto God (Reuben Morgan & Scott Ligertwood / Joel Houston & Marty Sampson) - 7:41
2. Like An Avalanche (Dylan Thomas & Joel Houston) - 6:22
3. Rhythms Of Grace (Chris Davenport & Dean Ussher) - 6:22
4. Oh You Bring (Matt Crocker) - 6:24
5. The Stand (Joel Houston) - 4:54
6. From the Inside Out (Joel Houston) - 5:18
7. A Song to Sing... (Jad Gillies & Joel Houston) - 2:48
8. With Everything (Joel Houston) - 10:53
9. Your Name High (Joel Houston) - 4:13
10. Take It All (Marty Sampson, Matt Crocker, Scott Ligertwood) - 4:11
11. Yours Forever (Joel Davies & Braden Lang) - 4:08
12. Take Heart (Joel Houston) - 8:07

## Tracce DVD
1. Go
2. Break Free
3. You
4. Search My Heart
5. Mighty to Save
6. Hosanna
7. All I Need Is You
8. Bones
9. Nova
10. Aftermath
11. Freedom Is Here / Shout Unto God
12. Like An Avalanche
13. Rhythms Of Grace
14. Oh You Bring
15. The Stand
16. From the Inside Out
17. A Song to Sing...
18. With Everything
19. Your Name High
20. Take It All
21. Yours Forever
22. Take Heart

Brani bonus
1. In The Aftermath

Altre canzoni

La canzone Rise, presente nell'album God Is Able, è stata cantata durante il concerto, ma tuttavia non è stata inserita in questo album.